# Гаршаварман III
Гаршаварман III (кхмер. ហស៌វរ្ម័នទី៣) — правитель Кхмерської імперії.

## Правління
Успадкував престол від свого брата Удаядітьявармана II. На період його правління припали кілька війн і спустошувальних набігів.